# Grete Gulbransson

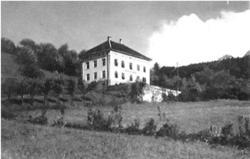
Jehly-Haus auf der Halde in Bludenz (1886)

Grete Gulbransson mit ihrem Halbbruder Norman Douglas auf Capri (1908)

Grete Gulbransson geb. Jehly (* 31. Juli 1882 in Bludenz, Österreich-Ungarn; † 26. März 1934 in München) war eine österreichische Schriftstellerin und Heimatdichterin.

## Leben
Margarethe wurde als Tochter des Malers Jakob Jehly und seiner Frau Wanda (geb. Baronin von Pöllnitz, verwitwete Wanda Douglass) in Bludenz geboren und wuchs als „Haldagreteli“ auf der so genannten Halde auf. Nach dem Tod ihrer Eltern ließ sich die 19-Jährige in München nieder, wo sie nähere Kontakte zu dem legendären Simplicissimus-Kreis um den Verleger und Kulturmäzen Albert Langen knüpfte. Durch Langen lernte sie den norwegischen Maler und Simplicissimuskarikaturisten Olaf Gulbransson (1873–1958) kennen, den sie am 14. August 1906 in München heiratete. Grete war Olafs zweite Ehefrau. Eine enge Freundin des Paares war Josephine Rensch, die in einer ganz ähnlichen Situation mit Albert Langen liiert war wie Grete, als sie sich in den noch verheirateten Olaf verliebte.
Die Ehe mit Gulbransson, der der spätere Architekt und Kirchenbaumeister Olaf Andreas Gulbransson (1916–1961) entstammte, wurde im März 1923 geschieden. Wegen finanzieller Schwierigkeiten musste Grete Gulbransson ihr Münchner Haus in der Keferstraße vermieten, weshalb sich ihr Lebensmittelpunkt Ende der 1920er-Jahre wieder nach Vorarlberg verlagerte. Von 1930 bis Jänner 1934 lebte sie auf Schloss Weißenberg in Batschuns.

## Literarisches Schaffen
Grete Gulbransson erlangte vor allem mit der in Vorarlberg 1934 erschienenen und seither mehrfach wiederaufgelegten Familiensaga Geliebte Schatten einen gewissen Bekanntheitsgrad nach ihrem Tod. Durch ihr Elternhaus kam sie bereits als Kind mit Kultur und Kunst in Berührung und beschäftigte sich schon früh mit Literatur, speziell mit Lyrik. 1914 erschien ihr erster Lyrikband, den sie Gedichte nannte. Der zweite folgte 1922 (Ewiger Ruf). In späteren Jahren versuchte sie sich auch im Drama; so publizierte sie 1932 ein Heimatstück über Johann Josef Batlogg. Ebenfalls 1932 entstanden die Ballade Ehreguta und kleinere Prosaskizzen. Parallel zu ihrer schriftstellerischen Tätigkeit führte sie seit 1892 sporadisch, seit 1896 konsequent Tagebuch. Diese von ihr als Lebenswerk bezeichneten umfangreichen Aufzeichnungen, 222 Bände mit etwa 90.000 handgeschriebenen Seiten, geben ausführliche Einblicke in das kulturelle Geschehen einerseits regional (Vorarlberg und Liechtenstein) und andererseits international (Italien, München, Wien, Berlin, England, Norwegen) geprägter Milieus. Gleichzeitig dokumentieren sie den in den ersten Jahrzehnten des zwanzigsten Jahrhunderts in fast allen Lebensbereichen erfolgenden Paradigmenwechsel, der die europäische frühe Moderne prägte.

## Nachlass
Der Großteil der Korrespondenz befindet sich in Privatbesitz, die Tagebuch-Autographe gehören dem Vorarlberger Landesmuseum in Bregenz. Sie wurden dem Forschungsinstitut Brenner-Archiv der Universität Innsbruck für ein Editionsprojekt zur Verfügung gestellt.

## Werke

### Prosa, Lyrik, Drama
- Geliebte Schatten. Eine Chronik der Heimat. Grote, Berlin 1934 (Neuauflage H. Lingenhöle & Co., Bregenz 1995, ISBN 3-85162-016-X).
- Gedichte. Fischer, Berlin 1914.
- Ewiger Ruf. Musarion, München 1922.
- Batlogg. Montafoner Heimatstück in 6 Bildern. Selbstverlag des Verkehrsvereins, Schruns 1932.
- Ehreguta. Ballade. F. Dworzak, Bludenz 1932.
- Veröffentlichung von Prosaskizzen im Vorarlberger Tagblatt, in der Vorarlberger Zeitschrift Heimat sowie im Bodenseebuch.

### Tagebücher
- Der grüne Vogel des Äthers. Grete Gulbransson: Tagebücher Band I: 1904 bis 1912, hrsg. u. komm. v. Ulrike Lang. Stroemfeld, Frankfurt am Main 1998, ISBN 3-87877-690-X.
- Meine fremde Welt. Grete Gulbransson: Tagebücher Band II: 1913 bis 1918, hrsg. u. komm. v. Ulrike Lang. Stroemfeld, Frankfurt am Main, ISBN 3-87877-692-6.
- Geliebtes Liechtenstein. Tagebücher Band IV: 1927 bis 1929, hrsg. u. komm. v. Ulrike Lang. Stroemfeld, Frankfurt am Main 2003, ISBN 3-87877-696-9.